# 帕拉別利河
帕拉別利河（俄语：Парабель）是俄羅斯的河流，位於托木斯克州，屬於鄂畢河的左支流，河道全長308公里，流域面積25,500平方公里，河道在每年10月下旬至5月初被冰封。